# Distrito de Junín
El distrito de Junín es uno de los cuatro que conforman la provincia homónima, ubicada en el departamento de Junín en la zona central del Perú. 
Dentro de la división eclesiástica de la Iglesia católica del Perú, pertenece a la Diócesis de Tarma

## Historia
En su territorio, se llevó a cabo la histórica batalla de Junín, fue uno de los últimos enfrentamientos que sostuvieron los ejércitos realistas e independentistas, en el proceso de la independencia del Perú. La batalla se desarrolló en la pampa de Junín en la actual Provincia de Junín, el 6 de agosto de 1824; la victoria de los independentistas, aumentó la moral de las tropas independentistas.

## Geografía
Tiene una superficie de 883,8 km².

## División administrativa

### Centros poblados
HUAYNACANCHA
- Urbanos
  - Junín, con 9 974 hab.
  - Huayre, con 1 170 hab.
- Rurales
  - Sacucho
  - Ondores
  - Callahuay
  - Conoc
  - Santa Clara de Chuyroc

## Autoridades

### Municipales
- 2015 - 2018[2]
  - Alcalde: Percy Chagua Huaranga, Movimiento Junín Sostenible con su Gente (JSG).
  - Regidores: Raúl Marín Güere Machacuay (JSG), Grover Frank Ricaldi Arzapalo (JSG), Elizabeth Sarita Laureano Valentín (JSG), Billy Maycol Llacza Córdova (JSG), Melida Nancy Suasnabar Peñaloza (JSG), Lino Basualdo Curi (Perú Libre), Carlos Luis Arauzo Gallardo (Juntos por Junín)
- 2011 - 2014[3][3][4]
  - Alcalde: Luis Alberto Solórzano Talaverano, Partido Aprista Peruano (PAP).
  - Regidores: David Amilcar Campos Arauzo (PAP), Hermelinda Pineda Peñaloza (PAP), Cledys Nella Pérez Cóndor (PAP), Nelly Evans Chuco Arias (PAP), Yone Jiménez Córdova (PAP), Oscar Grimaldo Paita Vega (Movimiento Nueva Izquierda), Ricardo Nicolás Terrazo Luna (Convergencia Regional Descentralista).
- 2007 - 2010
  - Percy Chagua Huaranga.

### Policiales
- Comisaría de Junín
  - Comisario: Cmdte. PNP.

### Religiosas
- Diócesis de Tarma[5]
  - Obispo: Mons. Luis Alberto (2019).
  - Administrador Diocesano  de Tarma: Mons. Luis ALberto, OFM
- Parroquia
  - Párroco: Preb: Rvdo. David FRANCISCO LEANDRO (2019 - ...)
    - Presidente de la Hermandad Señor de los Milagros: Hno. Félix Alejandro GUILLERMO YAPIAS (2019 - 2021)

## Festividades
- 27 de noviembre: aniversario de la creación de la provincia de Junín.